# Manifestação de 1 de outubro de 1975
A manifestação do 1 de outubro de 1975 foi o último aparecimento público do ditador Francisco Franco. A convocação, estimada numas 700.000 pessoas, (segundo TVE, 1.000.000) realizou-se na praça do Oriente de Madri, para demonstrar o apoio do povo espanhol a Franco e a seus ministros, que passavam uma época difícil devido às críticas recebidas por vários governos europeus e americanos (incluindo o retiro de várias representações diplomáticas) provocadas pela decisão do Governo de fuzilar a terroristas de ETA envolvidos no assassinato do presidente do Governo Carrero Blanco em 1973, pese a que numerosas organizações pediram que esta condenação não se levasse a cabo.

## Descrição
Durante o discurso, o ditador encontrava-se acompanhado de sua esposa, Doña Carmen Pólo e de seu sucessor, o então Príncipe de Espanha, Juan Carlos de Borbón, e sua esposa Sofía de Grécia, entre outros. Em seu discurso, Franco voltou a mencionar a conspiração masónica, sustentando a existência de uma "conspiração masónico-esquerdista da classe política, em contubernio com a subverção terrorista-comunista no social."
O público presente agitava bandeiras espanholas e cartazes com consignas favoráveis ao governo e a Espanha, bem como ofensas para outros países, especialmente contra Suécia, cujo premier, Olof Palme, era conhecido por suas duras críticas e actuações contra a Espanha. Em verdadeiro momento, a multidão de milhares e milhares de pessoas começou a corear "Ao paredão, ao paredão", em clara mostra de apoio à decisão de Sua Excelência o Chefe do Estado de dar morte aos terroristas. Terminada o protesto, um grupo de manifestantes muito exaltados foi até a embaixada de Portugal em Madri para protestar pela invasão que sofreu a embaixada espanhola em Lisboa, mas a presença policial impediu qualquer facto violento contra a legação portuguesa.
Há fontes que sustentam que a exposição de Franco, quem desejava dar um último discurso ao povo espanhol, à fria manhã outonal desse dia foi um dos factores que agravaram sua saúde e provocariam cinquenta dias mais tarde, seu falecimento.
Neste mesmo dia, 1 de outubro de 1975, nasce oficialmente a organização armada GRAPO (Grupos de Resistência Antifascista Primeiro de Outubro), que opôs férrea resistência contra o franquismo e sua herança.